# Cynthia Carroll
Cynthia Carroll (1957) è un'imprenditrice statunitense, attuale amministratore delegato della Anglo American.
Laureata in geologia all'Università del Kansas, nel 1989 la Carroll conseguì un master in amministrazione aziendale ad Harvard.
Dopo aver lavorato come direttrice della Sara Lee Corporation, la Carroll entrò a far parte della Anglo American nel 2006 e ne divenne CEO nel gennaio 2007. La Carroll divenne così una delle tre donne dirigenti all'interno del FTSE 100, insieme a Marjorie Scardino della Pearson PLC e Dorothy Thompson del Drax Group e la prima persona non sudafricana ad occupare la posizione con la Anglo American.
La rivista Forbes l'ha inclusa più volte nella sua lista delle 100 donne più potenti del mondo: nel 2007 era al settimo posto, nel 2008 al quinto, nel 2009 al quarto e nel 2010 al quattordicesimo.